# Любич-Ґурни
Любич-Ґурни (пол. Lubicz Górny) — село в Польщі, у гміні Любич Торунського повіту Куявсько-Поморського воєводства.
Населення — 3571 особа (2011).
У 1975-1998 роках село належало до Торунського воєводства.

## Демографія
Демографічна структура станом на 31 березня 2011 року:
|          | Загалом | Допрацездатний вік | Працездатний вік | Постпрацездатний вік |
| -------- | ------- | ------------------ | ---------------- | -------------------- |
| Чоловіки | 1736    | 427                | 1238             | 71                   |
| Жінки    | 1835    | 403                | 1225             | 207                  |
| Разом    | 3571    | 830                | 2463             | 278                  |